# HD 224283
HD 224283，又名CD-2516707，SAO 192252、HR 9054，是一颗恒星，视星等为6.31，位于銀經40.82，銀緯-77.43，其B1900.0坐标为赤經23h 51m 20.8s，赤緯-25° -77.43′ 39″。